# Bruno Weber
Bruno Nikolaus Maria Weber (Treviri, 21 maggio 1915 – Homburg, 23 settembre 1956) è stato un medico e batteriologo tedesco e Hauptsturmführer ad Auschwitz, a capo dell'Istituto di Igiene delle Waffen-SS.
Fu nominato Obersturmführer der reserve il 20 aprile 1943, SS-Sanitatsamt e gli fu assegnato il numero SS 420759.
Organizzò gli esperimenti che riguardarono l'interazione dei diversi gruppi sanguigni umani nei prigionieri-pazienti, condusse gli esperimenti utilizzando i barbiturici e i derivati della morfina per scopi di controllo mentale. Fu anche noto per aver sperimentato l'uso degli psicofarmaci durante l'interrogatorio. Sulla rampa del campo di Birkenau partecipò alla selezione degli ebrei deportati ad Auschwitz, la maggior parte dei quali fu assassinata dai nazisti nelle camere a gas subito dopo l'arrivo. Dopo la guerra, fu accusato dell'omicidio dei prigionieri.

## Biografia
Secondo il medico delle SS Hans Münch, prima dello scoppio della seconda guerra mondiale, Weber conseguì il dottorato in medicina negli Stati Uniti con una borsa di studio. Nel 1942 la Wehrmacht lo trasferì alle Waffen-SS, dove raggiunse il grado di Obersturmführer nel gennaio 1943, e fu promosso Hauptsturmführer nel novembre 1944.
Nel maggio 1943, Weber fu a capo dell'autorità investigativa sanitaria-batteriologica delle Waffen-SS e della polizia del sud-est nel magazzino centrale Rajsko di Auschwitz I. Su invito del medico della guarnigione delle SS, Eduard Wirths, questo istituto fu utilizzato per il contenimento del tifo e delle altre epidemie, epidemie che minacciarono anche il personale del campo delle SS.
L'autorità investigativa sanitaria-batteriologica delle Waffen-SS e della polizia sudorientale aveva i seguenti obiettivi:
- Rifornimento degli ospedali delle SS e di Polizia nell'area protetta;
- Rifornimento di Auschwitz e dei suoi campi satellite;
- Esame e studio delle infezioni;
- Esami speciali, come analisi del sangue, delle urine e delle feci;
- Ricerca e sperimentazione di nuovi farmaci (sulfonamidi).

Lo staff di Weber includeva i medici delle SS Hans Münch come suo vice e Hans Delmotte. Anche i medici detenuti furono costretti a lavorare nell'Istituto di Igiene.
Alcuni di questi "studi speciali" avvennero nel blocco 10, dove erano tenute anche le donne ebree. Il laboratorio fu il luogo in cui Weber condusse gli esperimenti sul sangue sui prigionieri, che fu poi analizzato dal medico detenuto Dott. Slavka Kleinová: i prigionieri furono prima dissanguati e agli stessi prigionieri furono iniettati altri gruppi sanguigni al fine di testare la compatibilità dei gruppi sanguigni, di solito questa prassi produsse febbre alta.
Dopo l'evacuazione del campo di concentramento di Auschwitz, il dottor Weber fu impiegato come medico delle SS nel campo di concentramento di Dachau.

## Dopo la guerra
Fu arrestato nel luglio 1946 dall'esercito britannico e poi trasferito in Polonia. Nell'ottobre 1946 Weber fu interrogato dai membri della Commissione polacca per le indagini sui crimini di guerra con l'accusa di coinvolgimento nei crimini commessi sui prigionieri ad Auschwitz: in questa sede dichiarò di non avere "nulla a che fare con il campo di concentramento di Auschwitz né in linea di principio né in veste ufficiale". Weber non fu più perseguito e morì da uomo libero.